# Generation X (Band)
Generation X, zeitweise auch Gen X, war eine britische Punkband, die 1976 von Billy Idol gegründet wurde, im selben Jahr ihr Debüt feierte, 1977 ihre erste Single und 1978 ihr erstes Album herausbrachte. 1981 löste sie sich noch vor dem Erscheinen ihres dritten Albums auf.

## Bandgeschichte
Im August 1976 suchte Gene October mit einer Anzeige im Melody Maker nach Musikern für eine Band. Es meldeten sich William Broad, der später als Billy Idol berühmt wurde, Tony James und John Towe. Sie gründeten die Band Chelsea. Nach drei Monaten und ebenso vielen Konzerten trennte sich die Gruppe wieder. Während October nach neuen Mitglieder suchte, gründeten Broad, James und Towe mit dem Gitarristen Bob Andrews Generation X, in der sich Billy Idol als Sänger versuchte.
Im Dezember feierten sie ihr Debüt im Roxy Club in London. Kurz darauf wurde John Towe durch Mark Laff ersetzt.
Im Juli 1977 unterschrieb Generation X einen Vertrag bei Chrysalis und ihre erste Single Your Generation erschien. Es folgten die Singles Wild Youth (1977) und Ready Steady Go (1978). 1978 erschienen die beiden Alben Generation X und Valley of the Dolls. Die Singleauskopplung King Rocker erreichte Platz 11 der britischen Charts.
Es folgte die Umbenennung in Gen X. In der Band gab es Streit und Laff und Andrews wurden durch den Schlagzeuger von The Clash Terry Chimes und Chelsea-Mitglied James Stephenson ersetzt. Als Gitarristen dienten Steve Jones von den Sex Pistols und John McGeoch von Magazine. Als 1981 das dritte Album erschien, existierte die Band schon nicht mehr.
Billy Idol startete in den USA eine erfolgreiche Solokarriere, Tony James gründete die Band Sigue Sigue Sputnik und später zusammen mit Mick Jones die Gruppe Carbon/Silicon. Terry Chimes ging zurück zu The Clash.
Der Musikstil der Band entwickelte sich von punkigen Anfängen bald zu melodiösem Rock ’n’ Roll und Pop.

## Wirkung
Die britische Punkband Penetration spielt 1977 als Vorgruppe der Generation X. Diese Auftritte verschaffen ihr einen gewissen Bekanntschaftsgrad auch über die Szene hinaus.
2001 gibt Billy Idol bei VH-1 Storytellers, dem Gegenstück zu MTV Unplugged, nochmal Generation-X-Klassiker wie Kiss Me Deadly, Untouchables und Ready Steady Go zum Besten, was ihm einen neuen Aufschwung seiner Karriere bescherte.

## Sonstiges
Der britische Schriftsteller Hanif Kureishi verarbeitete die Figur seines Schulfreunds Billy Idol und die Geschichte der Band Generation X in seinem Roman Der Buddha aus der Vorstadt (The Buddha of Suburbia, 1990), der auch verfilmt wurde.
Als Generation X wurde in den 1990er Jahren auch die Generation der in den 1960er- und 1970er-Jahren Geborenen bezeichnet, nach dem Buch von Douglas Coupland.

## Diskografie

### Alben
- 1978: Generation X
- 1978: Live at Sheffield
- 1979: Valley of the Dolls
- 1981: Kiss Me Deadly
- 1998: Sweet Revenge (ursprünglich aufgenommen 1979)

### Singles
- 1977: Your Generation
- 1977: Wild Youth
- 1978: Ready Steady Go
- 1979: King Rocker
- 1980: Dancing with Myself

### EP
- 1981: Dancing with Myself…